# Monte la Monella
Il Monte la Monella è un rilievo dei Monti Simbruini che si trova nel Lazio, nella Città metropolitana di Roma Capitale, nel comune di Camerata Nuova.